# Crateva palmeri
Crateva palmeri är en kaprisväxtart som beskrevs av Joseph Nelson Rose. Crateva palmeri ingår i släktet Crateva, och familjen kaprisväxter. Inga underarter finns listade i Catalogue of Life.